# Ardhanari
Ardhanari (en sànscrit अर्धनारी ardhanārī) o Ardha Narishvara (en Sànscrit अर्धनारीश्वर ardhanārīśencalla), és una deïtat hinduista andrògina composta pel déu Xiva i el seu consort Xacti, representant la síntesi de les energies masculines i femenines.
La forma de Ardhanari també il·lustra com Shakti (el principi femení de Déu) és inseparable de Shiva (el principi masculí de Déu).

## Orígens
Ardhanarishvara és una de les formes més freqüents en l'art indi des de principis de la nostra era.
Les imatges més antigues de Ardhanarishvara de les quals es té coneixement són del període de l'Imperi Kuixan (circa 35-60 d. C.).

## Doctrina
El terme Ardhanarishvara ('Senyor mitja dona') és una combinació de tres paraules: ardha: 'mig', nari: 'femella' i Ishvara: 'senyor'.
Aquesta deïtat no contradiu la doctrina advaita (‘no dualitat’: no hi ha diferència entre Déu i les ànimes) dels shivaístas, que diuen que Shiva és tot, tant l'univers com les ànimes, com ho afirma l'himne xaivita ekaham bahusyami ‘jo sóc un, però em converteixo en molts' (extret del Shiva Purana).
Tampoc contradiu la doctrina dualista (‘dualitat’: hi ha diferència entre Déu i les ànimes). Com afirma el Rigveda: «Ell, que és descrit com un home, és també la femella i l'ull penetrant que no falla en veure-ho tot».

## Iconografia

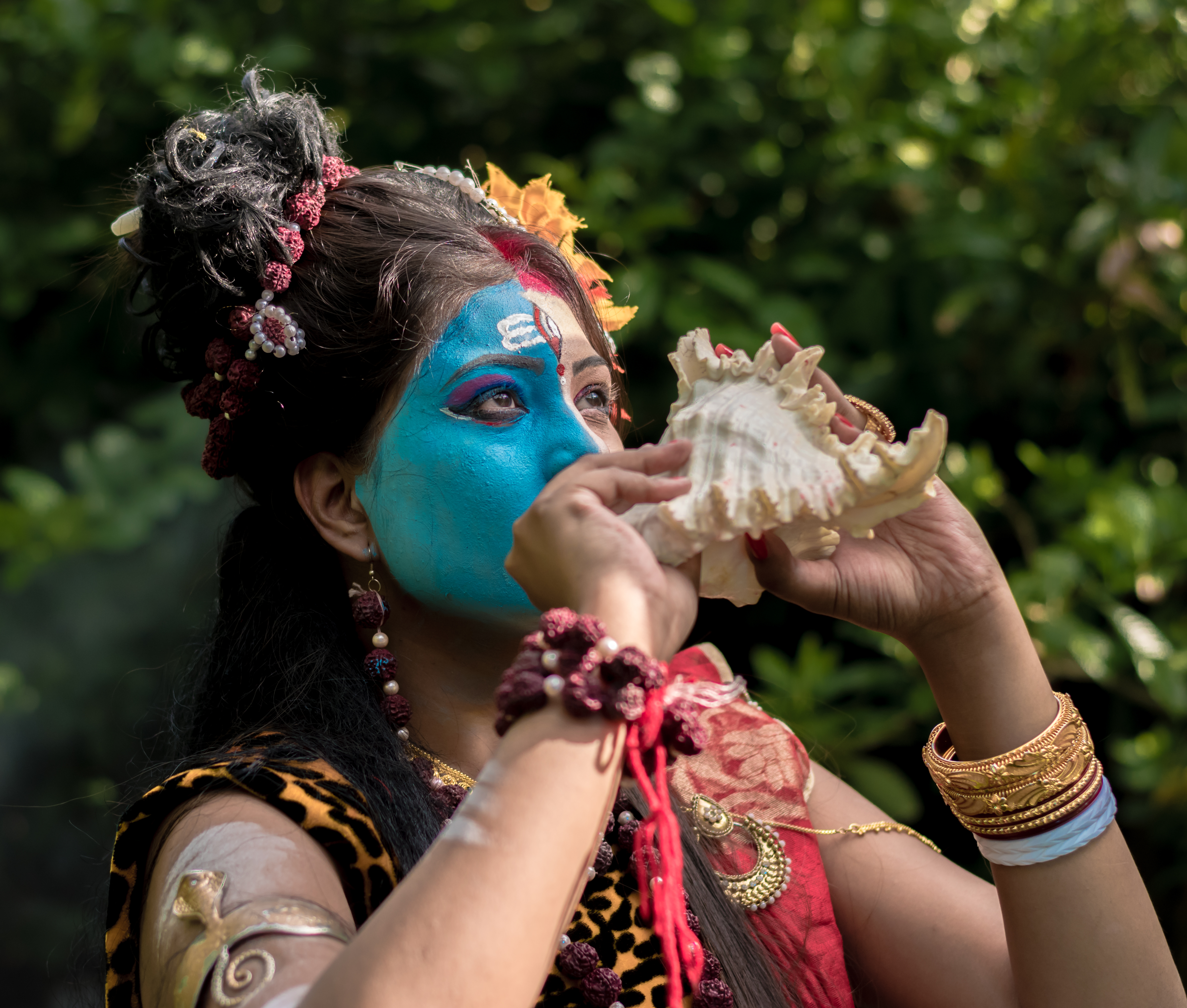
Persona maquillada com Ardhanarishvara.

En la iconografia, Ardhanari és descrita com una deïtat mitjà home mitjà femella. Les millors representacions en escultura de Shiva com Ardhanari es troben en els sensuals bronzes de la dinastia Chola i en les escultures d'Ellora i de les Grutes de l'elefanta.
Excepte algunes excepcions, la meitat dreta de les imatges de Ardhanarishvara comprenen l'anatomia masculina i l'esquerra la femenina. En algunes imatges, òbviament influenciades per la secta Xacti, el lloc de la part femenina i de la masculina estan col·locats al revés del la posició més comuna.

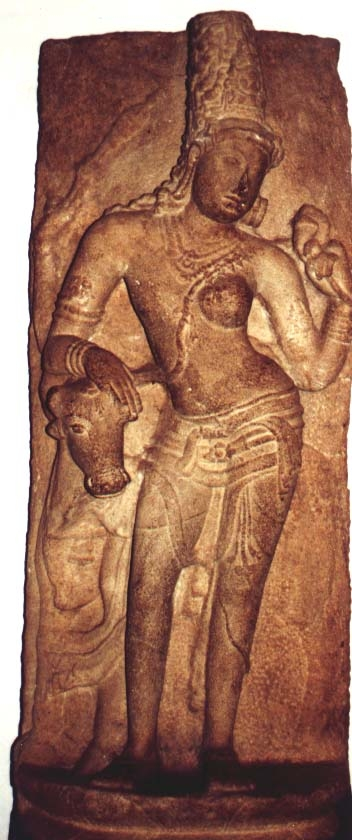
Ardhanaisvara

## Variacions del seu nom
- Ardhanarishvara
- Ardhnarishwara
- Ardhnariswara
- Ardhanarishwara
- Ardhanariswara
- Ardhnari
- Ardhanari Nateshwara: 'amo del ball, meitat dona' (sent ardha: 'mig', nari: 'femella', nata: 'dansa' i Isvara: 'controlador')[4]
- Mohinirash: ‘amo de Mohini’ (sent Mohinī una forma femenina de Vishnú), Mohini: 'embogidora', raja: 'rei'.
- Aldernalisuvara: deformació de Ardhanariswara utilitzat al Japó; de vegades abreujat a Alder.